# Falta Marcell
Falta Marcell, születési és 1890-ig használt nevén Fáhn Mór, névváltozata: Falta Mór (Zenta, 1867. március 4. – Szeged, 1951. november 28.) szemész, fül-orr-gégész, egyetemi magántanár.

## Élete
Fáhn Adolf terménykereskedő és Krausz Johanna fiaként született zsidó családban. A kegyes-tanítórendiek vezetése alatt álló Szegedi Városi Főgimnáziumban érettségizett (1884), majd tanulmányait a Budapesti Tudományegyetem Orvostudományi Karán folytatta (1884–1890). Oklevelének megszerzése után Goldzieher Vilmos mellett dolgozott tanársegédként. 1891-ben Szegeden telepedett le és a Tisza Lajos körút 55. szám alatt nyitotta meg rendelőjét. 1894-től az általa alapított Szem- és Fülgyógyintézet Szanatórium igazgatója. Az 1910-es évektől a Siketnémák Államilag Segélyezett Szegedi Intézetének szakorvosa. Az első világháború idején az 5. népfölkelő parancsnokság nyilvántartásában népfölkelő ezredorvossá léptették elő (1917). 1932 februárjában a szegedi Ferenc József Tudományegyetemen a trachoma kór- és gyógytana című tárgykörből egyetemi magántanárra habilitálták. 1947 és 1951 között a Szegedi Városi Kórház főorvosa. Halálát agyi érelmeszesedés okozta.
A szem betegségeivel, kóros elváltozásaival foglalkozott, alapvető érdemeket szerzett a trachoma magyarországi leküzdésében. 

### Családja
1898. május 22-én Szegeden nőül vette Deutsch Hermina Szerénát, Deutsch Lipót építési nagyvállalkozó és Stein Sarolta örökbefogadott lányát.
Gyermekei:
- Falta László (1899–1958) fül-orr-gégész, egyetemi magántanár. Felesége Fodor Gabriella Erzsébet (1905–1953).
- Falta Viktória (1900–1983). Férje dr. Sajtos Lajos (1896–1990) bankigazgató.[6]

## Művei
- Az egyoldali fülbántalmak légzuhanyos kezelésének új módszere. A magyar orvosok és természetvizsgálók XXVI. vándorgyűlésén, Brassóban tartott előadás. (Orvosi Hetilap, 1892, 47)
- Hogyan óvakodjunk a trachomától? Szeged, 1899
- A szivárványhártyaelőesés therápiája szemblennorrhoeánál. (Orvosi Hetilap, 1900, 10.)
- Az átmeneti redő kimetszése trachománál. (Orvosi Hetilap, 1900, 28.)
- A trachoma gyógyítása ichthargannal. (Orvosi Hetilap, 1901, 8.)
- Csecsnyújtványtályog egy ritkább alakja szövődő fültömirigytályoggal. (Orvosi Hetilap, 1901, 31–32.)
- A tavaszi hurutról. (Orvosi Hetilap, 1902, 27.)
- A trachoma leküzdéséhez Magyarországon. Szeged, 1903
- A könnycsatorna egy fontos rendellenessége. (Orvosi Hetilap, 1904, 10.)
- A pterygium pathologiájához. (Szemészet, 1905, 3–4.)
- A radium a trachomatherapiában. (Gyógyászat, 1905, 18.)
- Gyakorlati útmutató a trachoma gyógyításához. Budapest, 1906
- Védekezés a trachoma ellen. Budapest, 1911
- Új objectiv módszer a süketség és nehézhallás megállapítására. (Orvosi Hetilap, 1918, 26.)